# Dirty Little Secret
Dirty Little Secret је сингл бенда The All-American Rejects са њиховог другог албума Move Along. Ово је најпопуларнији сингл овог бенда.